# Rhipidia (Rhipidia) pallatangae
Rhipidia (Rhipidia) pallatangae is een tweevleugelige uit de familie steltmuggen (Limoniidae). De soort komt voor in het Neotropisch gebied.